# 鳥取県道40号智頭用瀬線
鳥取県道40号智頭用瀬線（とっとりけんどう40ごう ちづもちがせせん）は、鳥取県八頭郡智頭町から鳥取市に至る県道（主要地方道）である。

## 概要
鳥取県八頭郡智頭町大字智頭の国道53号交点から鳥取市用瀬町赤波の国道482号交点に至る。

### 路線データ
鳥取県告示に基づく起終点および経過地は次のとおり。
- 起点 : 鳥取県八頭郡智頭町大字智頭（国道53号〔国道373号〕交点）
- 終点 : 鳥取県鳥取市用瀬町赤波（あがなみ）（国道482号交点）

## 歴史
- 1993年（平成5年）4月1日
鳥取県が一般県道として鳥取県道323号智頭用瀬線を認定[2]。
- 1993年（平成5年）5月11日 - 建設省から、県道智頭船岡線の一部が智頭用瀬線として主要地方道に指定される[3]。
- 1994年（平成6年）3月15日
鳥取県が路線番号を40に改める[4]。

## 地理

### 通過する自治体
- 八頭郡智頭町
- 鳥取市

### 交差する道路
- 国道53号〔国道373号 重複〕（八頭郡智頭町智頭、起点）
- 国道482号（鳥取市用瀬町赤波、終点）

### 沿線にある施設など
- 板井原集落